# Gumbo
Gumbo je hustý pokrm původem z jižní Louisiany, v němž se mísí ingredience a kuchařské postupy množství kultur včetně francouzské, španělské, německé, západoafrické a čoktavské. Skládá se zejména ze silného vývaru z masa nebo mořských plodů, zahušťovadla a svaté trojice zeleniny – řapíkatého celeru, papriky a cibule. Gumbo se často rozděluje podle druhu použitého zahušťovadla: africké zeleniny okra, čoktavského koření jménem filé prášek nebo francouzské jíšky. Jméno pokrm nejspíše získal z afrického názvu okry (ki ngombo) nebo čoktavského jména pro filé (kombo).

## Historie
Gumbo vzniklo v 18. století a není jasné, zda vychází z tradičních západoafrických nebo indiánských pokrmů, či je odvozeno od francouzské bouillabaissy.

## Druhy
Existují dvě hlavní verze pokrmu. Kreolské gumbo obvykle obsahuje mořské plody, rajčata a zahušťovadlo. V cajunském gumbu je obyčejně tmavá jíška, mořské plody nebo slepice, a je silněji kořeněné. K cajunskému gumbu je základním prvkem pikantní klobása Andouille nebo kuřecí stehna. Příprava jídla trvá dvě až tři hodiny. Tradičně se podává s rýží.